# Маргарита Австрийская (1584—1611)
Маргарита Австрийская (нем. Margarete von Österreich, исп. Margarita de Austria, порт. Margarida da Áustria; 25 декабря 1584, Грац, эрцгерцогство Австрия — 3 октября 1611, Эскориал, королевство Испания) — принцесса из дома Габсбургов, урождённая эрцгерцогиня Австрийская, дочь Карла II, эрцгерцога Австрии. Жена короля Филиппа III; в замужестве королева Испании и Португалии.

## Биография
Маргарита Австрийская родилась в Граце 25 декабря 1584 года. Она была седьмой дочерью и одиннадцатым ребёнком в многодетной семье Карла II, эрцгерцога Австрии, и Марии Анны Баварской, принцессы из дома Виттельсбахов. По линии отца эрцгерцогиня приходилась внучкой Фердинанду I, императору Священной Римской империи, и Анне Богемской и Венгерской, последней представительнице дома Ягеллонов, правившего королевствами Чехии и Венгрии. По линии матери она была внучкой Альбрехта V, герцога Баварии, и Анны Австрийской, принцессы Богемской и Венгерской из дома Габсбургов.
Среди братьев и сестёр Маргариты были королевы Польши Анна и Констанция и император Фердинанд II.
Умерла после родов последнего сына Альфонсо, пережившего свою мать на несколько месяцев.

### Брак и потомство
В 1599 году она вышла замуж за короля Испании Филиппа III и родила ему восемь детей:
- Анна (22 сентября 1601 — 20 января 1666), королева Франции, жена Людовика XIII.
- Мария[англ.] (1 февраля 1603 — 1 марта 1603)
- Филипп IV (8 апреля 1605 — 17 сентября 1665), король Испании Филипп IV.
- Мария Анна (18 августа 1606 — 13 мая 1646) жена императора Фердинанда III.
- Карлос (15 сентября 1607 — 30 июля 1632)
- Фердинанд Австрийский (16 мая 1609 — 9 ноября 1641) — кардинал-инфант, штатгальтер Испанских Нидерландов
- Маргарита[англ.] (24 мая 1610 — 11 марта 1617)
- Альфонсо[англ.] (22 сентября 1611 — 16 сентября 1612)